# Граф Хортона
 У математичної області теорії графів, граф Хортона або 96-граф Хортона являє собою 3-регулярний граф з 96 вершинами і 144 реберами, виявлених Джохефом Хортоном. Опубліковано Бонді і Мурті в 1976 році, вона забезпечує контрприклад до гіпотези Татта, що кожен кубічний 3-зв'язний двочастковий граф є гамільтоновим графом.
Після графу Хортона, були знайдені кілька невеликих контрприкладів до гіпотези Татта. Серед них 92 вершин графу по Хортону, опубліковані в 1982 році, 78 вершин графу по Овенсу опублікований в 1983 році й два графу Єгингхема-Хортона (54 і 78 вершин).

Перший граф Єгингхема — Хортона був опублікований в 1981 році і був близько 78. В той час це була найменший контрприклад до гіпотези Татта. Другий був опублікований Єгингхемем і Хортоном в 1983 році і був близько 54. Чи є менше негамільтонів кубічний 3-зв'язний двочастковий граф на даний час невідомо.
У негамільтонова кубічного графу з великою кількістю довгих циклів, граф Хортона забезпечує хороший орієнтир для програм, які виконують пошук гамільтонових циклів.
Графік Хортон має хроматичний номер 2, хроматичний індекс 3, радіус 10, діаметр 10 і обхват 6. Це також реберно 3-зв'язний граф.
Група автоморфізмів графу Хортона має порядок 96 і ізоморфна з/2з×з/2з×з4, прямий добуток чверті групи Клейна і симетрична група S4.
Характеристичний многочлен графу Хортон:
{\displaystyle (x-3)(x-1)^{14}x^{4}(x+1)^{14}(x+3)(x^{2}-5)^{3}(x^{2}-3)^{11}(x^{2}-x-3)(x^{2}+x-3)} {\displaystyle (x^{10}-23x^{8}+188x^{6}-644x^{4}+803x^{2}-101)^{2}} {\displaystyle (x^{10}-20x^{8}+143x^{6}-437x^{4}+500x^{2}-59)}.

## Галерея

У хроматичному числі з Хортон графік 2.
Хроматичне число графу Хортона  2.
Элингхем-Хортон  54-граф, менший контрприклад до гіпотези Татта.